# Igreja de São Bartolomeu de Messines
A Igreja de São Bartolomeu de Messines é um edifício religioso, localizado na freguesia de São Bartolomeu de Messines, na região do Algarve, em Portugal. Foi classificada como Imóvel de Interesse Público em 1955.

## História e descrição
O edifício foi construído durante o período de influência do estilo Manuelino, durante os séculos XIV e XV, embora possua vários elementos setecentistas, como o portal e a fachada barroca. No seu interior, pode ser encontrado o único conjunto quinhentista de colunas em toros torcidos no Algarve, que foram construídos em grés.
Outro elemento de destaque é o pórtico de entrada do adro, decorado com duas volutas barroquizantes, igualmente construídas no grés da região. Devido ao efeito natural de erosão, as peças em grés adquiriram uma aparência muito expressiva, ganhando uma cor muito vibrante, em tons avermelhados, e ao mesmo criando pequenas depressões e outras marcas na superfície da pedra. Vários edifícios residenciais junto à igreja também apresentam elementos construídos em grés vermelho, principalmente as molduras dos vãos nas fachadas, o que concedeu ao centro urbano uma aparência original. Os principais exemplos são a Casa Museu João de Deus e o antigo quartel da Guarda Nacional Republicana, ambos situados na Rua Francisco Neto Cabrita.
A Igreja de São Bartolomeu de Messines foi classificada como Imóvel de Interesse Público pelo Decreto 40:361, de 20 de Outubro de 1955.